# Marah macrocarpus
Marah macrocarpus là một loài thực vật có hoa trong họ Cucurbitaceae. Loài này được (Greene) Greene mô tả khoa học đầu tiên năm 1910.

## Hình ảnh

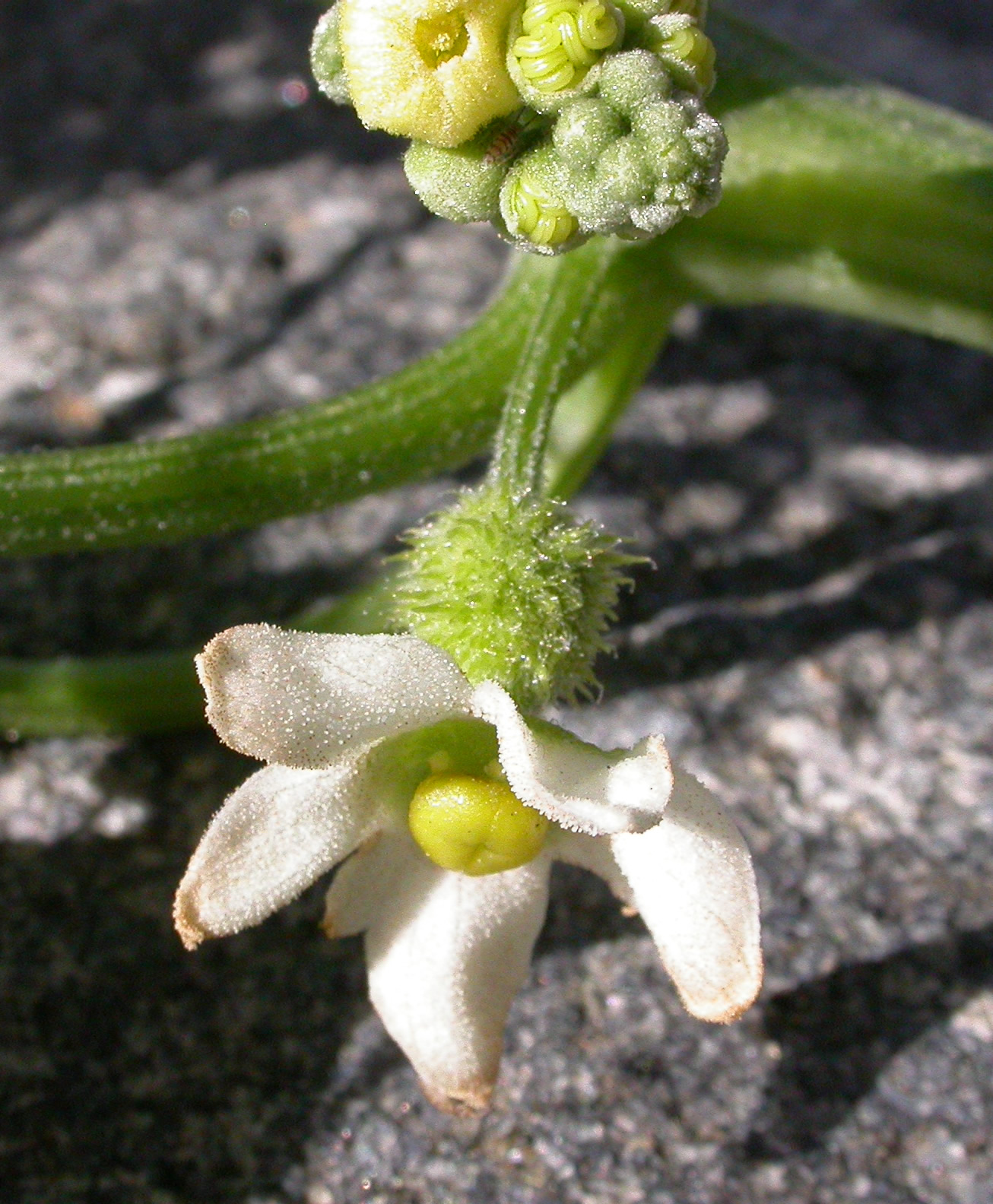
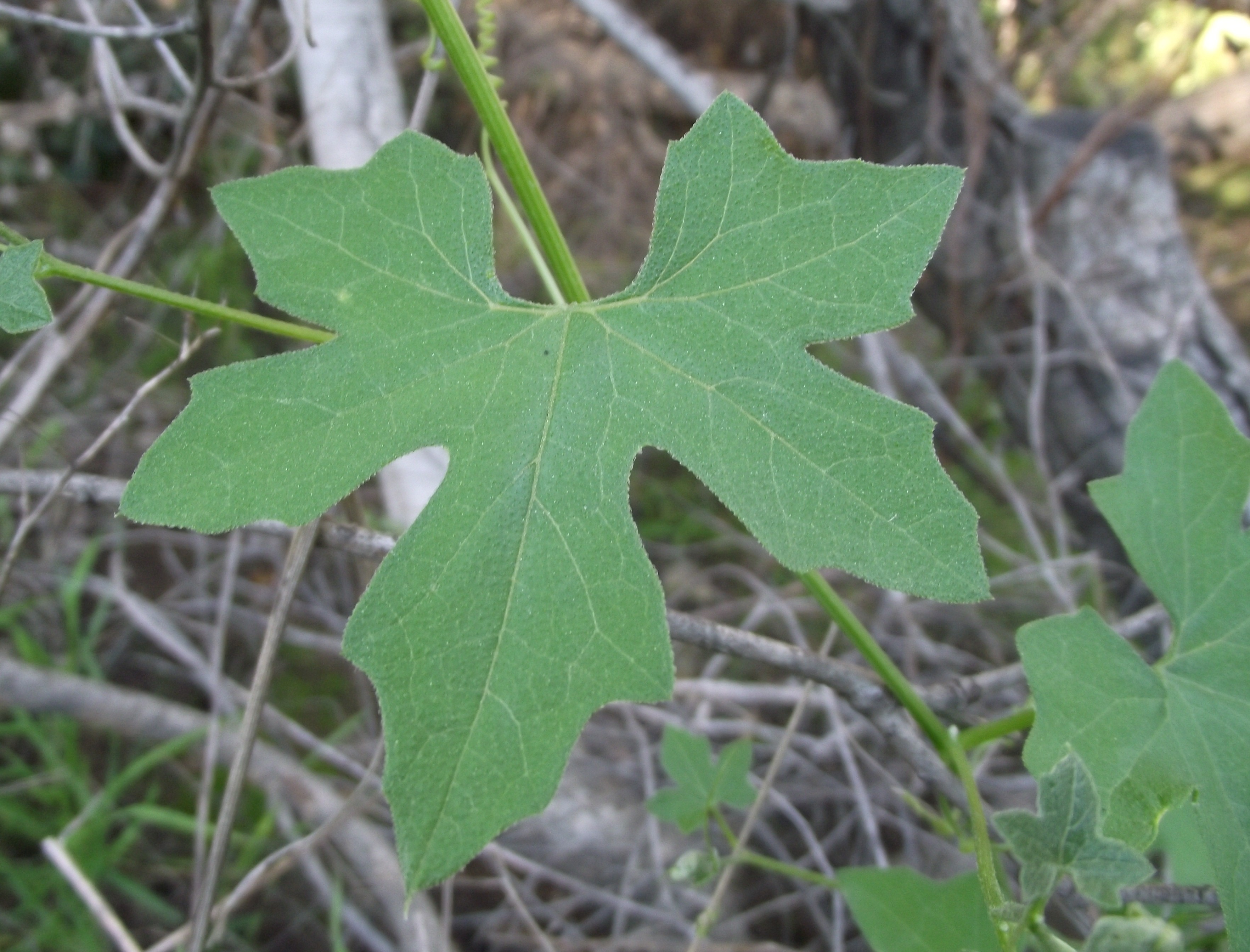
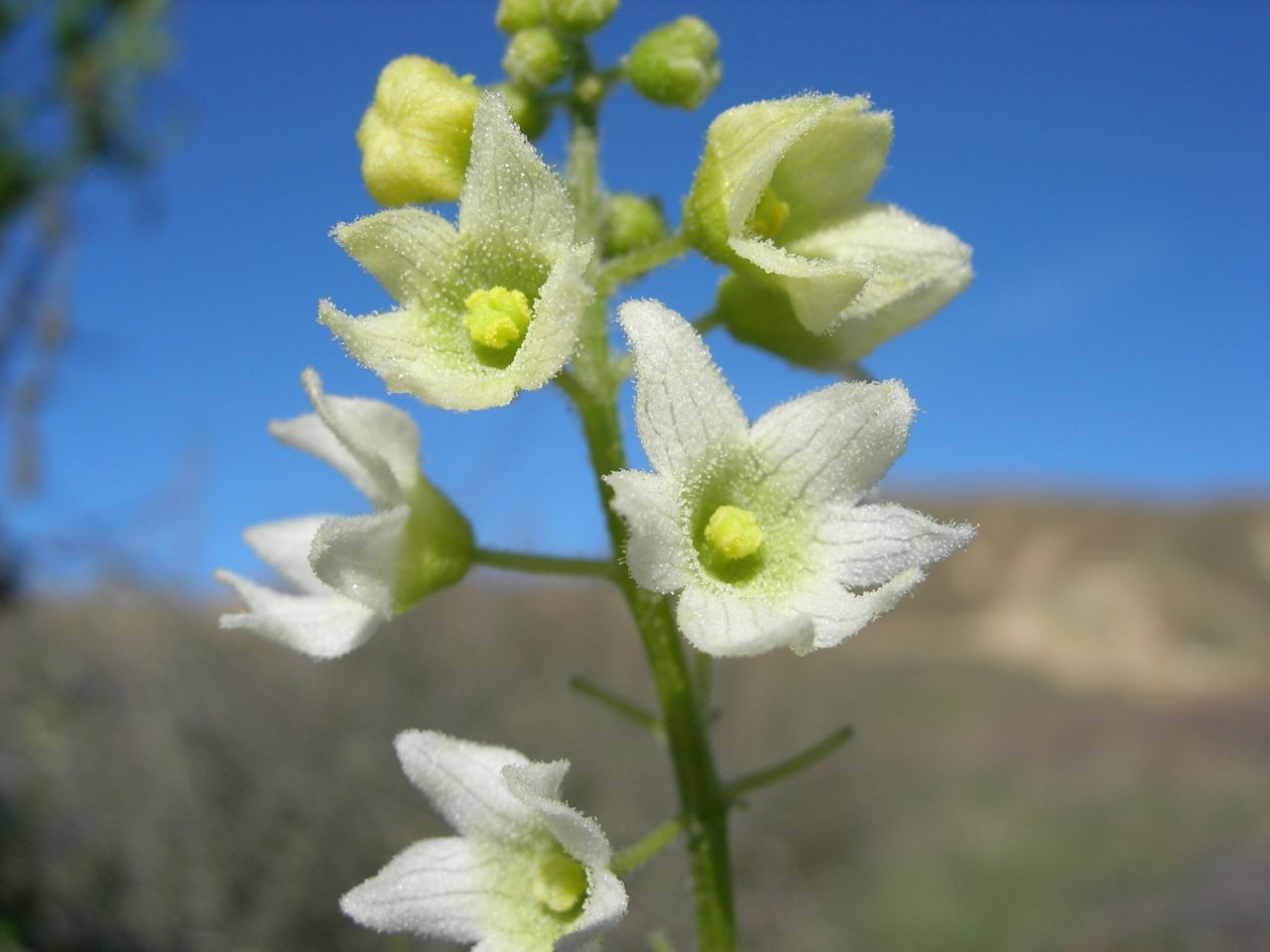
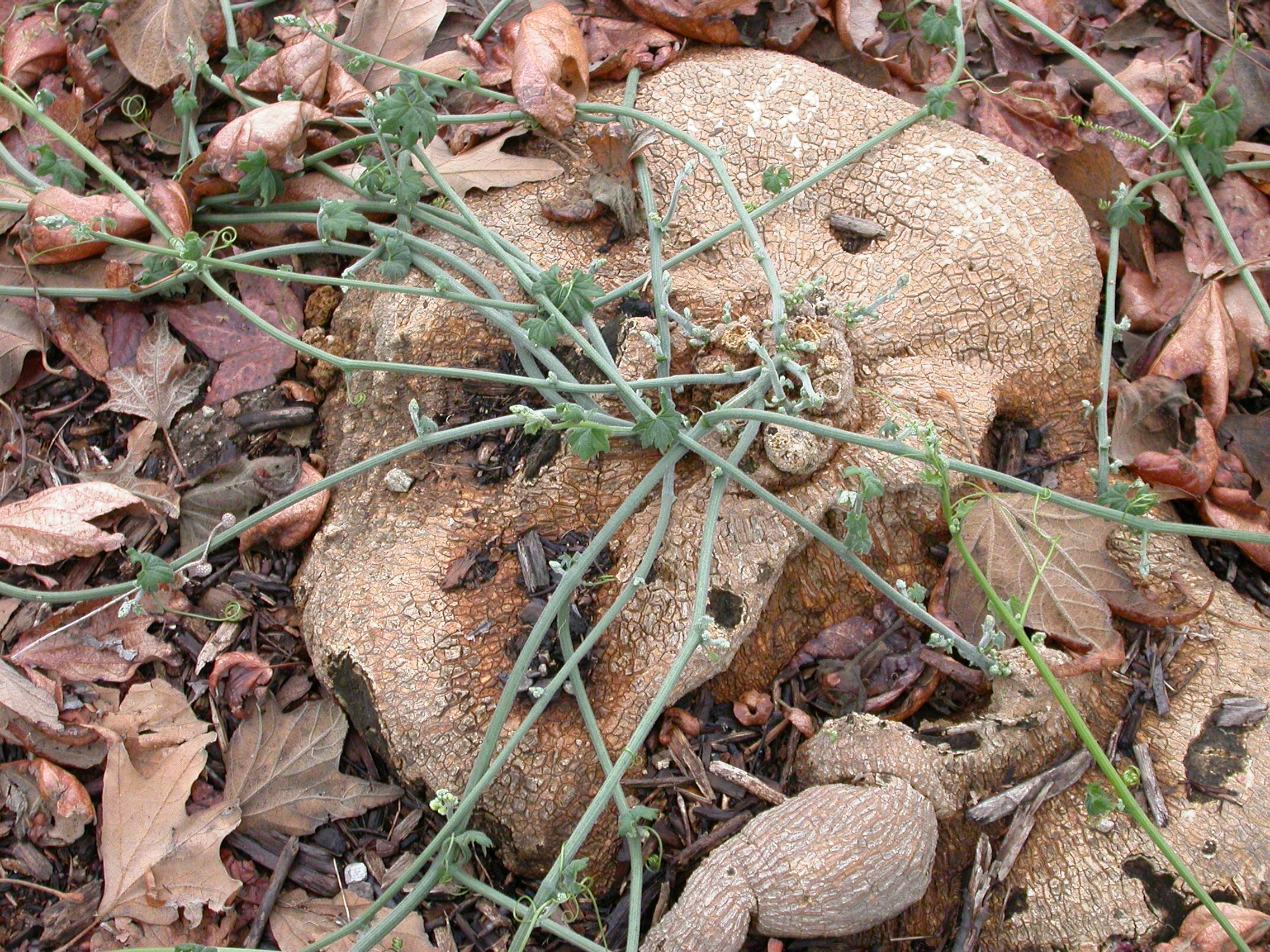